# Andrew (MBTA-Station)
Andrew ist der Name einer U-Bahn-Station der Massachusetts Bay Transportation Authority (MBTA) im Bostoner Stadtteil South Boston im Bundesstaat Massachusetts der Vereinigten Staaten. Sie bietet Zugang zur Linie Red Line.

## Geschichte
Die Station Andrew wurde am 29. Juni 1918 als letzte Station am südlichen Ende des Cambridge-Dorchester-Tunnels eröffnet. Sie war bis zur Eröffnung der Stationen Columbia, Savin Hill und Fields Corner im Jahr 1927 Endbahnhof der Red Line. Von 1990 bis 1993 wurde sie vollständig renoviert.

## Bahnanlagen

### Gleis-, Signal- und Sicherungsanlagen
Der U-Bahnhof verfügt über zwei Gleise, die über zwei Seitenbahnsteige zugänglich sind.

### Gebäude
Der U-Bahnhof befindet sich am namensgebenden Andrew Square an der Kreuzung von Dorchester Avenue und Southampton Street. Er ist vollständig barrierefrei zugänglich.
Innerhalb des Gebäudes befindet sich als Kunst im öffentlichen Raum das Kunstwerk „Andrew Square Time Capsule“ von Ross Miller. Es besteht aus einem Tisch, vier Stühlen sowie 14 Kisten aus Edelstahl und wurde über den Gleisen aufgehängt. Die Kisten enthalten Dinge, die von Passagieren während der Renovierungsarbeiten in den 1990er Jahren eingesammelt wurden. Sie werden planmäßig im Jahr 2068 wieder geöffnet – 75 Jahre nach ihrer Installation. Ebenfalls sehenswert ist das zum gleichen Kunstprojekt gehörende, vollständig restaurierte Fahrkartenhäuschen, das auf dem Überweg zum Wechsel der Fahrtrichtung platziert wurde.

## Umfeld
An der Station bestehen Anschlussverbindungen an sieben Buslinien der MBTA. In der unmittelbaren Umgebung befinden sich der Carson Beach, die University of Massachusetts Boston, das Boston Medical Center und der Boston Harbor Walk.